# Ikosensaari (ö i Norra Österbotten)
Ikosensaari är en ö i Finland. Den ligger i sjön Kuontijärvi och i kommunen Kuusamo i den ekonomiska regionen  Koillismaa ekonomiska region  och landskapet Norra Österbotten, i den nordöstra delen av landet, 700 km norr om huvudstaden Helsingfors. Öns area är 0,9 hektar och dess största längd är 240 meter i öst-västlig riktning.